# Взрыв штаб-квартиры ООН в Абудже (2011)
Взрыв штаб-квартиры ООН в Абудже — был совершён 26 августа 2011 года в столице Нигерии. Ответственность за теракт взяла на себя радикальная секта Боко харам.

## Теракт
Смертник на заминированном легковом автомобиле, прорвавшись через два барьера безопасности, врезался в здание штаб-квартиры ООН. В момент теракта там находилось около 400 человек. В результате взрыва было разрушено крыло здания, рядом с которым находились посольства США и других стран. В соседних зданиях взрывной волной были выбиты стёкла. Погибло 23 человека, ещё 81 получили ранения. После теракта на место происшествия, помимо медиков и полицейских, было направлено сапёрное подразделение, так как первоначально предполагалось, что в здании была взорвана бомба.

## Расследование
Государственная служба безопасности Нигерии арестовала двоих подозреваемых: Бабагану Исмаила Квалджиму (англ. Babagana Ismail Kwaljima) и Бабагану Мали (англ. Babagana Mali). Ещё один, Мамман Нур, был объявлен в розыск. За информацию, которая приведёт к его поимке, была объявлена награда в 25 миллионов найров. По данным полиции Нигерии, Маман Нур имеет связи с Аль-Каидой и незадолго до теракта вернулся из Сомали, где, предположительно, проходил подготовку в лагерях Аль Шабаб.

## Международная реакция
Папа римский Бенедикт XVI и генеральный секретарь НАТО Андерс Фог Расмуссен осудили теракт.